# 島崎村 (新潟県北蒲原郡)
島崎村（しまざきむら）は、かつて新潟県北蒲原郡にあった村。1906年4月1日の合併によって消滅し、現在は新潟市北区の一部となっている。
以下の記述は合併直前当時の旧島崎村に関しての記述であり、現在では名称等が異なる場合がある。なお、ここに記述されていない内容に関しては新潟市などの記事を参照。

## 沿革
- 1889年（明治22年）4月1日 - 町村制施行に伴い北蒲原郡内島見村、木崎村、浦ノ入村、樋ノ入村が合併し、島崎村が発足。村役場は旧木崎村に設置[2]。

- 1906年（明治39年）4月1日 - 北蒲原郡鳥屋村、笹山村、藤井村（一部）と合併し、木崎村となり消滅。

## 地域
島崎村は、合併した村名を継承する以下の大字で構成される。
内島見（うちしまみ）
1889年（明治22年）まであった内島見村の区域。現在の新潟市北区内島見。
木崎（きざき）
1889年（明治22年）まであった木崎村の区域。現在の新潟市北区木崎。
浦ノ入（うらのいり）

1889年（明治22年）まであった浦ノ入村の区域。現在の新潟市北区浦ノ入。
樋ノ入（どのいり）
1889年（明治22年）まであった樋ノ入村の区域。現在の新潟市北区樋ノ入。